# Аккуаро
Аккуаро (італ. Acquaro, сиц. Acquaru) — муніципалітет в Італії, у регіоні Калабрія,  провінція Вібо-Валентія.
Аккуаро розташоване на відстані близько 490 км на південний схід від Рима, 55 км на південний захід від Катандзаро, 16 км на південний схід від Вібо-Валентії.
Населення — 2496 осіб (2014).
Щорічний фестиваль відбувається 16 серпня. Покровитель — святий Рох.

## Демографія
Населення за роками:

Станом на 1 січня 2023 року в муніципалітеті офіційно проживало 16 іноземців з 8 країн, серед них 11 громадян країн Євросоюзу та 1 громадянин України.

## Сусідні муніципалітети
- Арена
- Даза
- Дінамі
- Фабриція
- Сан-П'єтро-ді-Карида